# Valencin
Valencin är en kommun i departementet Isère i regionen Auvergne-Rhône-Alpes i sydöstra Frankrike. Kommunen ligger i kantonen Heyrieux som tillhör arrondissementet Vienne. År 2022 hade Valencin 2 897 invånare.

## Befolkningsutveckling
Antalet invånare i kommunen Valencin

Referens:INSEE